# Lill-Suttaure
Lill-Suttaure är en sjö i Jokkmokks kommun i Lappland och ingår i Luleälvens huvudavrinningsområde. Sjön avvattnas av vattendraget Kårsåjåkkå. Sjöns area är 0,1228 kvadratkilometer och den är belägen 382,7 meter över havet.

## Delavrinningsområde
Lill-Suttaure ingår i det delavrinningsområde (740792-169981) som SMHI kallar för Mynnar i Messauremagasinet. Medelhöjden är 373 meter över havet och ytan är 23,16 kvadratkilometer. Det finns inga avrinningsområden uppströms utan avrinningsområdet är högsta punkten. Kårsåjåkkå som avvattnar avrinningsområdet har biflödesordning 2, vilket innebär att vattnet flödar genom totalt 2 vattendrag innan det når havet efter 166 kilometer. Avrinningsområdet består mestadels av skog (85 procent) och sankmarker (11 procent). Avrinningsområdet har 0,12 kvadratkilometer vattenytor vilket ger det en sjöprocent på 0,5 procent.